# 翼 (Ms.OOJAのアルバム)
『翼』（つばさ）は、Ms.OOJAの初のミニ・アルバム。2015年6月17日、Universal Sigmaから発売された。

## 概要
本作には映画「天の茶助」主題歌となったリード曲「翼」を含む5曲が収録された。
アルバム表題曲「翼」はMs.OOJAにとって初の映画主題歌となった。Ms.OOJA自身が映画の脚本を読み込み、映画を何度も見返して楽曲を書き下ろした。「天の茶助」はSABUが原作脚本監督を手掛け、松山ケンイチ、大野いと、大杉漣、伊勢谷友介等が出演した異世界ファンタジー映画。天界の脚本家とお茶汲み係の物語が描かれた。監督のSABUが監修を手掛けたミュージック・ビデオが制作された。
「Newday」は全国専門学校広報研究会のCMソングに使用された。全国専門学校広報研究会のCMソング採用は今回で4年目であり、これまでは既存の曲をCMで使用されていたが、今回はCM制作段階からMs.OOJAが携わり、CMのために新曲が書き下ろされた。
初回限定盤には特典として2014年「Color Live Tour」の様子が収録されたLive DVDが付属された。

## 収録曲
| 全作詞: Ms.OOJA。 |              |           |                          |                          |      |
| #                 | タイトル     | 作詞      | 作曲                     | 編曲                     | 時間 |
| 1.                | 「翼」       | Ms.OOJA   | Ms.OOJA/COZZi            | COZZi                    | 5:24 |
| 2.                | 「シナリオ」 | Ms.OOJA   | COZZi                    | COZZi                    | 4:06 |
| 3.                | 「Newday」   | Ms.OOJA   | Ms.OOJA/JiN              | JiN                      | 4:31 |
| 4.                | 「君がいい」 | Ms.OOJA   | Kinboom/イワツボコーダイ | Kinboom/イワツボコーダイ | 4:16 |
| 5.                | 「追憶」     | Ms.OOJA   | 藤末樹                   | 藤末樹                   | 4:38 |
| 合計時間:         | 合計時間:    | 合計時間: | 合計時間:                | 22:55                    |      |

## ミュージック・ビデオ
| 曲名 | ミュージック・ビデオ                  |
| ---- | ------------------------------------- |
| 翼   | Ms.OOJA「翼」 - YouTube               |
| 翼   | Ms.OOJA「翼」(天の茶助ver.) - YouTube |

## タイアップ
| 曲名   | タイアップ                 |
| ------ | -------------------------- |
| 翼     | 映画「天の茶助」主題歌     |
| Newday | 全国専門学校広報研究会TVCM |

## チャート
| チャート(2016)                           | 最高位 |
| ---------------------------------------- | ------ |
| Oricon 週間CDアルバムランキング          | 23     |
| Billboard Japan 週間CDアルバムランキング | 47     |